# Wiggle High5/Saison 2016
Dieser Artikel listet den Kader und die Erfolge des Radsportteams Wiggle High5 in der Straßenradsport-Saison 2016.

## Team
| Teamkader 2017           | Teamkader 2017     | Teamkader 2017         | Teamkader 2017                       |
| Name                     | Geburtsdatum       | Land                   | Vorheriges Team                      |
| ------------------------ | ------------------ | ---------------------- | ------------------------------------ |
| Giorgia Bronzini         | 3. August 1983     | Italien                | Diadora-Pasta Zara (2012)            |
| Amy Cure                 | 31. Dezember 1992  | Australien             | Lotto Soudal Ladies (2015)           |
| Audrey Cordon-Ragot      | 22. September 1989 | Frankreich             | Hitec Products (2014)                |
| Jolien D’hoore           | 14. März 1990      | Belgien                | Lotto Belisol Ladies (2014)          |
| Annette Edmondson        | 12. Dezember 1991  | Australien             | Orica-AIS (2014)                     |
| Emilia Fahlin            | 24. Oktober 1988   | Schweden               | Alé Cipollini (2016)                 |
| Grace Garner             | 19. Juni 1997      | Vereinigtes Königreich | Podium Ambition-Club La Santa (2016) |
| Lucy van der Haar        | 20. September 1994 | Vereinigtes Königreich | Liv-Plantur (2015)                   |
| Mayuko Hagiwara          | 16. Oktober 1986   | Japan                  |                                      |
| Emma Johansson           | 23. September 1983 | Schweden               | Orica-AIS (2015)                     |
| Julie Leth               | 13. Juli 1992      | Dänemark               | Hitec Products (2016)                |
| Claudia Lichtenberg      | 17. November 1985  | Deutschland            | Lotto Soudal Ladies (2016)           |
| Elisa Longo Borghini     | 10. Dezember 1991  | Italien                | Hitec Products (2014)                |
| Amy Roberts              | 24. Dezember 1994  | Vereinigtes Königreich |                                      |
| Anna Sanchis             | 18. Oktober 1987   | Spanien                | Bizkaia-Durango (2013)               |
|                          |                    |                        |                                      |
| Quelle: Cycling Archives |                    |                        |                                      |

## Erfolge
- 4. Etappe Ladies Tour of Qatar: Chloe Hosking
- 2. Etappe Santos Women’s Tour: Annette Edmondson
- Asiatische Zeitfahrmeisterschaft: Mayuko Hagiwara
- Dwars door Vlaanderen: Amy Pieters
- Emakumeen Euskal Bira
  - Gesamtwertung, 1. und 2. Etappe, Punktewertung: Emma Johansson
  - 3. Etappe, Giorgia Bronzini
- Gesamtwertung, Bergwertung, 1. und 5. Etappe Tour of the Gila: Mara Abbott
- Diamond Tour: Jolien D’Hoore
- Giro d’Italia Femminile
  - 1. und 8. Etappe: Giorgia Bronzini
  - 3. Etappe: Chloe Hosking
  - 5. Etappe: Mara Abbott
- Gesamtwertung, 1., 3. und 4. Etappe, Punktewertung BeNe Ladies Tour: Jolien D’Hoore
- La Course by Le Tour de France: Chloe Hosking
- Bergwertung Thüringen-Rundfahrt: Emma Johansson
- La Route de France
  - Prolog: Amy Pieters
  - 3. Etappe: Chloe Hosking
- La Madrid Challenge by La Vuelta: Jolien D’Hoore